# Agdistis minima
Agdistis minima là một loài bướm đêm thuộc họ Pterophoridae. Nó được tìm thấy ở Yemen (Socotra).